# Leopold von der Gabelentz
Hans Karl Leopold von der Gabelentz (* 18. Januar 1778; † 7. März 1831) war ein altenburgischer Politiker aus dem Hause Gabelentz. Er war Geheimer Rat, Altenburgischer Kanzler sowie Skat-Pionier.

## Leben
Hans Karl Leopold von der Gabelentz gehörte ab 1797 der Landesregierung an. Im Jahr 1800 wurde er zum Regierungsrat ernannt. Ab 1810 bekleidete er das Amt eines Kammerherrn. 1824 wurde er Mitglied des Obersteuerkollegiums in Altenburg; er war 1824 Vizekanzler und Obersteuervizedirektor.
Von der Gabelentz gehörte wahrscheinlich der Bromme'schen Gesellschaft an und spielte dort eine frühe Form des Skatspiels. Ein Eintrag in seiner Spielkladde aus dem Jahr 1813 gilt als früheste Erwähnung dieses Spiels. Damals war noch die Schreibung „Scat“ nach dem italienischen Wort scartare (= abwerfen, drücken) gebräuchlich.
Sein einziger Sohn war der 1807 geborene Hans Conon von der Gabelentz.